# Динамітне дерево
Динамітне дерево, також хура вибухова, дерево-пісочниця (Hura crepitans) — вид дерев родини молочайні (Euphorbiaceae) ряду мальпігієцвіті (Malpighiales).

## Поширення
Дерево, росте у вологих тропічних лісах Південної та Центральної Америки. Кілька динамітних дерев завезли в Африку (Танзанія), вони з легкістю витіснили там місцеві породи дерев.

## Опис
Це одне з найбільших амазонських дерев. Від шкідників і тварин дерево захищене колючою корою. Як правило, хура вибухова виростає до 20-25 метрів у висоту, але окремі дерева сягають до 60 метрів і вище. У дерева розлога крона, зелені з глянцем листя серцеподібної форми на довгих черешках. Розміри листя близько 30 см завдовжки і 15 см шириною. Кора хури сіро-коричневого кольору і часто покрита колючками, в ній міститься молочний отруйний сік. Квітки хури можуть бути зібрані в суцвіття, тоді вони червоного кольору, але можуть бути і поодинокі, темно-червоні.
Плід хури складається з 15 часточок, які укладені в гарбузоподібному плоді. Коли плід дозріває, часточки з величезною швидкістю (близько 70 метрів в секунду) вистрілюють в різні боки на відстань до 100 метрів. Звук, що виникає під час розтріскування плода і розкидання насіння, дуже голосний і схожий на справжній вибух, завдяки чому це дерево і називають динамітним.

## Використання
Сік рослини отруйний. Аборигени використовують його для змащування наконечників стріл. Це допомагає і в полюванні, і в захисті від ворогів. Рибалки-тубільці в токсичний сік умочують наживку. Раніше з плодів динамітного дерева робили коробочки для зберігання дрібного річкового піску. Таким піском присипали чорнило та туш на папері. Звідси й пішла інша назва рослини — «Дерево-пісочниця».

## Галерея

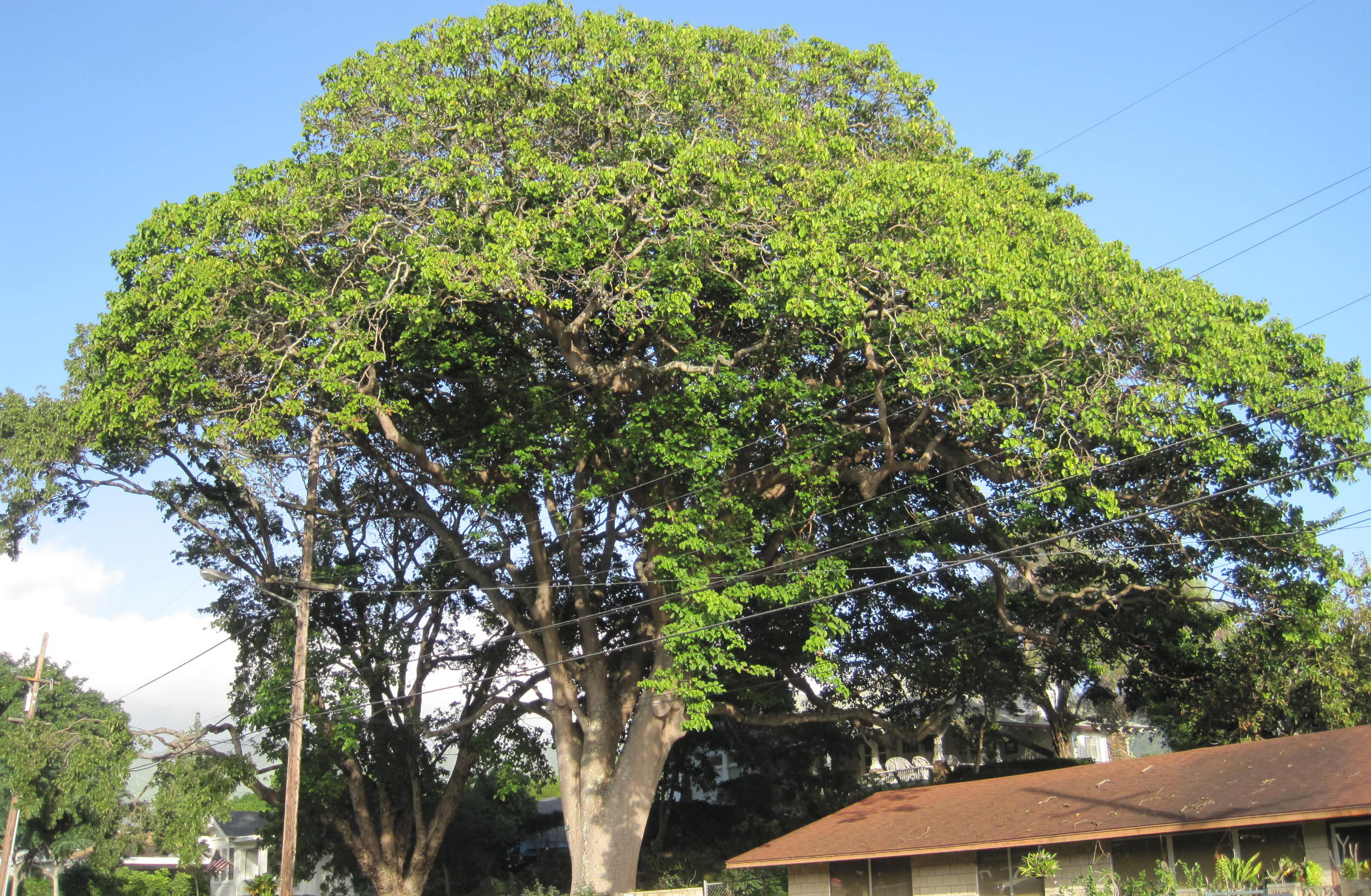
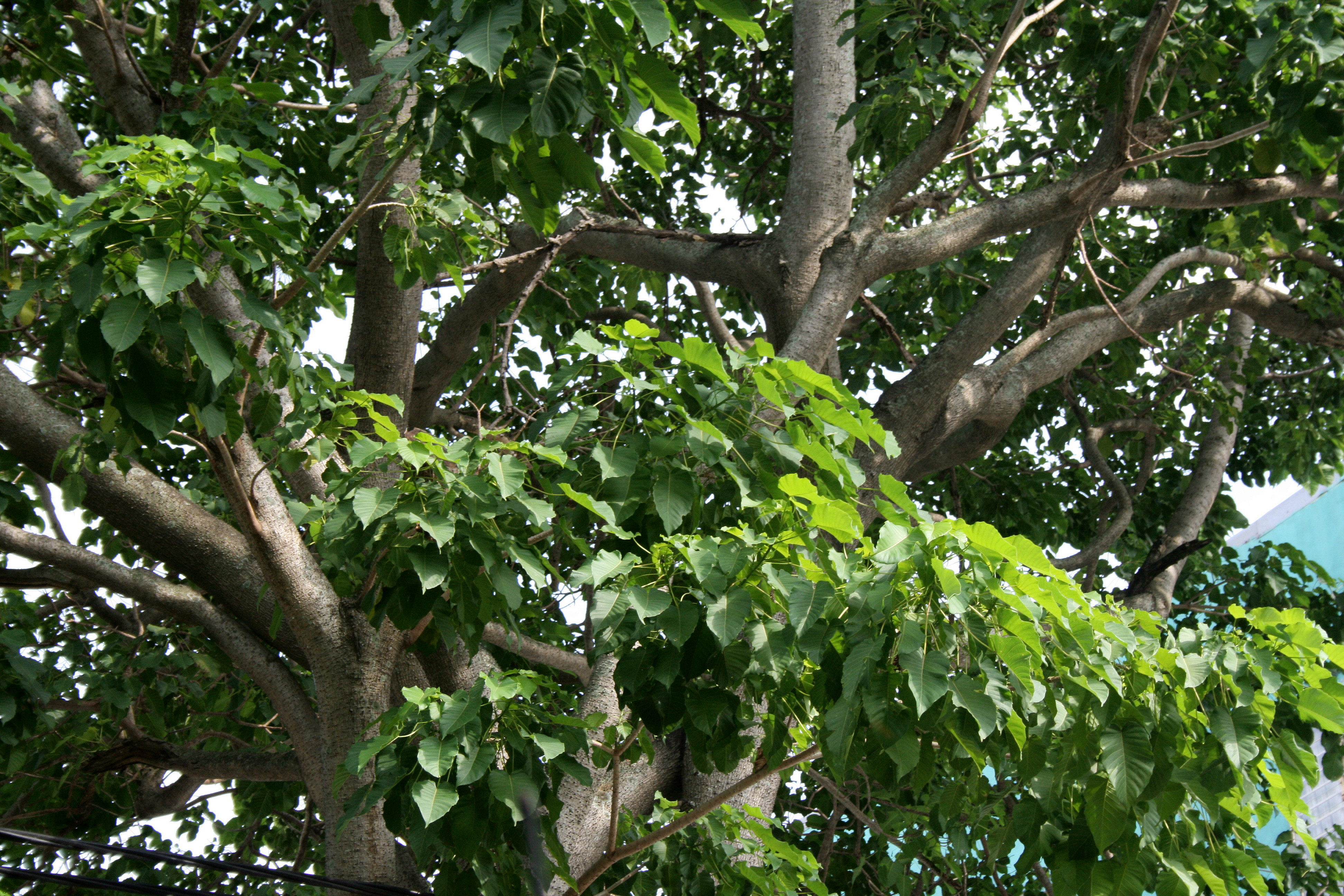
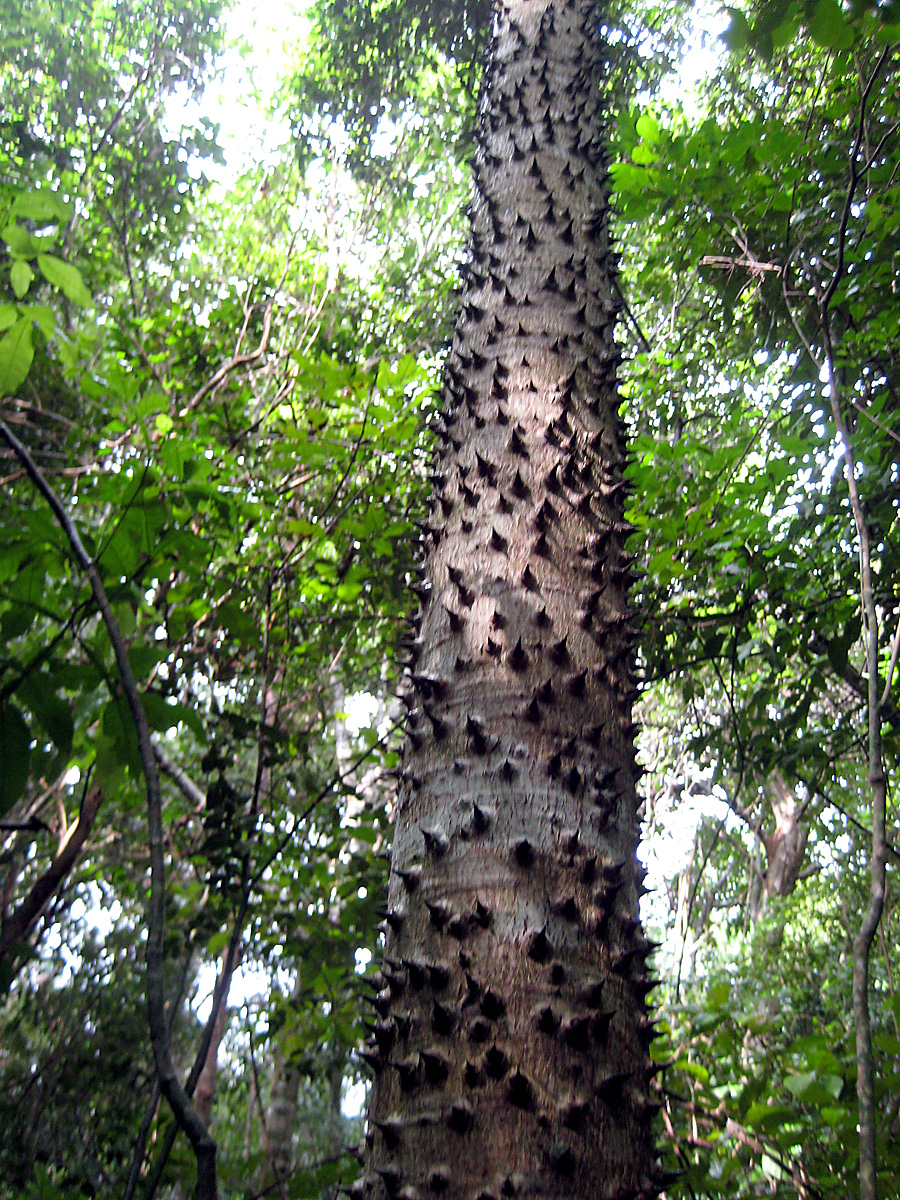
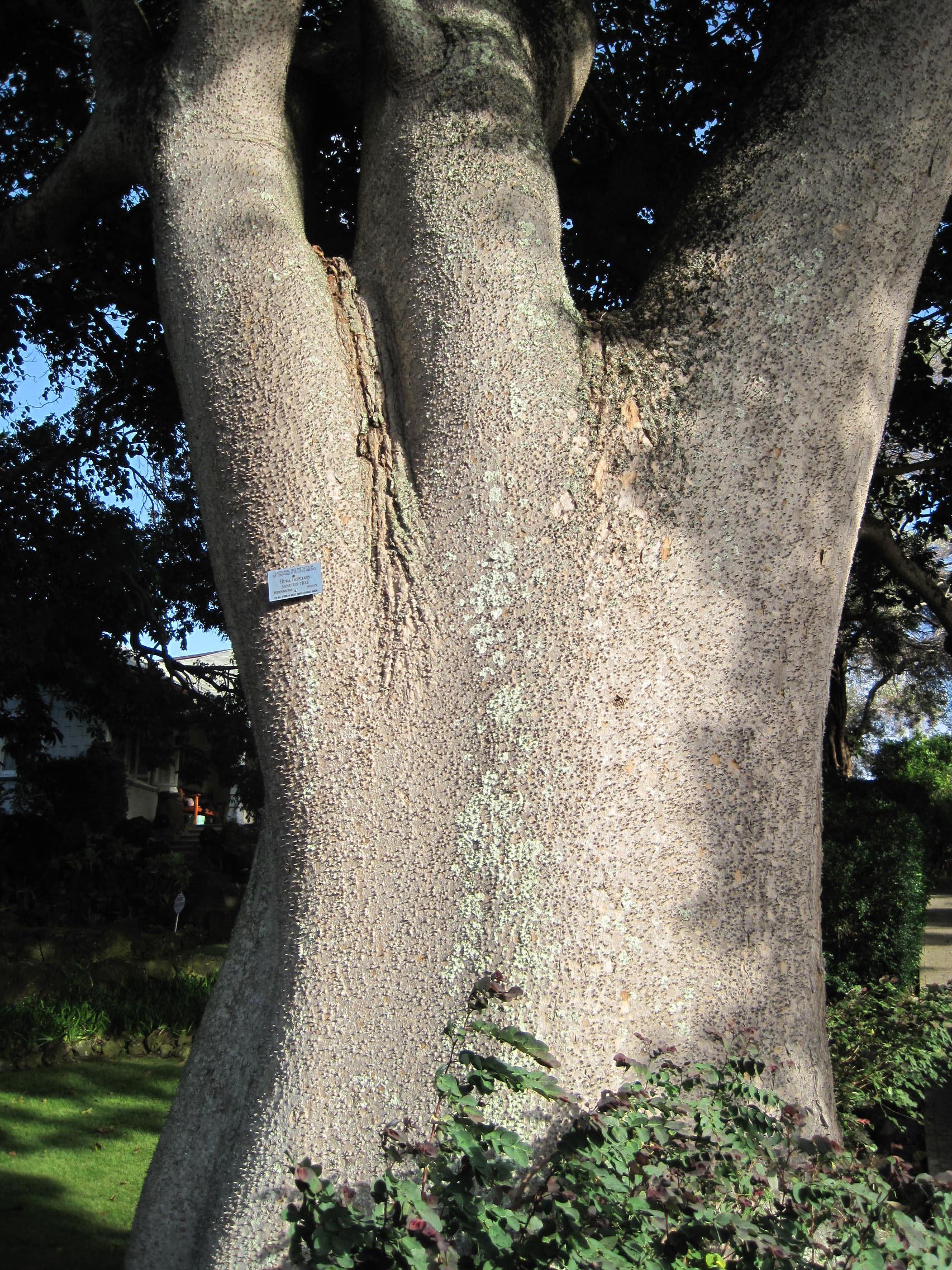
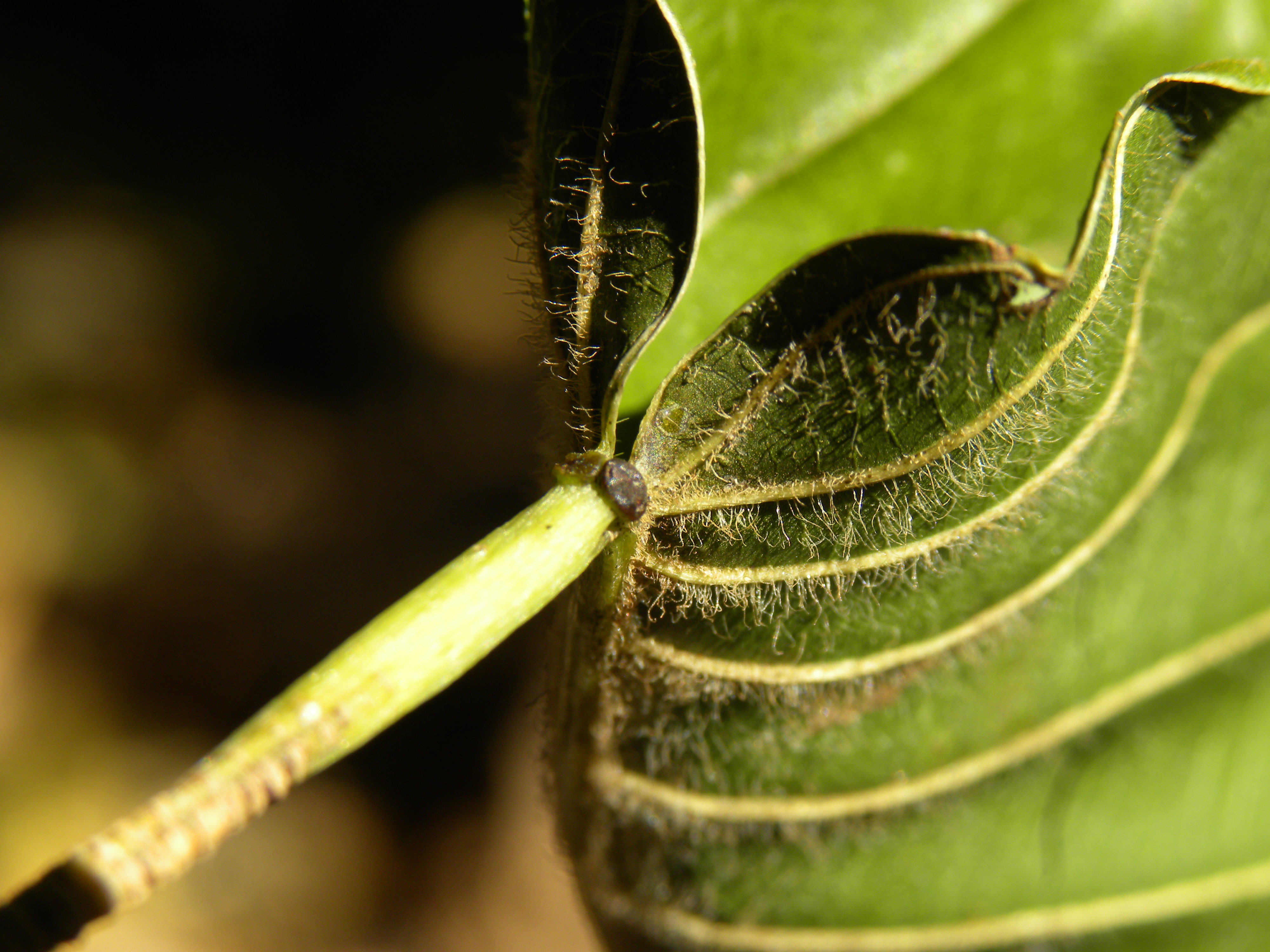